# موزس كودي
موزس مايكل كودي (ولد في الثالث من شهر يناير عام 1882 – توفي في الثاني والعشرين من شهر يوليو عام 1959) هو قس ينتمي لمذهب الروم الكاثوليك، وهو موجه تربوي للبالغين ورجل أعمال تعاوني، يُشتهر بدوره المحوري في حركة أنتيغونيش. يعود الفضل إليه في طرح «تقنية تنظيمية جديدة مبنية على دراسة مبدئية» وتقديم هذا المبدأ الجديد إلى الحركة التعاونية في كندا. أشعل عمله موجة من النمو التعاوني عبر المقاطعات البحرية في كندا. وبفضل دوره وتأثيره الكبيرين، فغالباً ما يُقارن موزس كودي بـ ألفونس ديجاردان في الكيبك. انتشر تأثير الحركة عبر كندا في ثلاثينيات القرن الماضي، ووصل إلى الكاريبي وأفريقيا وآسيا خلال أربعينيات وخمسينيات القرن الماضي.

## السنوات الأولى
وُلد موزس لعائلة آيرلندية كاثوليكية كبيرة في مزرعة العائلة ضمن وادي مارغاري في كيب بريتون، نوفا سكوشا. كان موزس الصبي الأكبر في العائلة المؤلفة من 12 فرداً. كان في صباه شديد القلق من حجم وأعداد المهاجرين من الوادي: حينها كان الرجال والنساء يغادرون الوادي للعمل في معامل الحديد ومناجم الفحم، أو للبحث عن أعمال منزلية في «ولايات بوسطن». عزم موزس على استكمال دراسته ومتابعة تحصيله حتى يتمكن من مساعدة الناس في تحسين مزارعهم وإقناعهم بالبقاء في الوادي.
يمتلك موزس مزيجاً من المواهب الغريبة، فامتلك «روح شاعرٍ» و«عقل رياضي». بعد تخرجه بمرتبة الأول على صفه من جامعة سانت فرانسيس كزافييه في أنتيغونيش عام 1905، أقنعه أحد أقربائه، وهو جيمي تومبكنز، بدخول الكهنوت فسافرا معاً إلى روما حيث درس هناك اللاهوت والفلسفة.

## الحرب ضد «التشاؤم الغريب»
بعد ترسيمه في روما عام 1910، شرع كودي مهنة التدريس في جامعته القديمة (سانت فرانسيس كزافييه). قدّم كزافييه دروساً خاصة للتلامذة الذين يواجهون خطر الرسوب، وافتخر بكونه قادراً على تدريس الرياضيات. شحذ كودي مهاراته الخطابية وطوّر موهبة تسهيل المبادئ المعقدة وجعلها مفهومة بسهولة.
استمرت الهجرة من نوفا سكوشا، وحارب كودي نوعاً من «التشاؤم الغريب والمُخدّر، لدرجة أن لا أحد قد حاول إخراجه من هذه الفترة». في عام 1921، ساهم كودي في تنظيم معلمي مدارس المقاطعة. كان المعلمون يحصلون على 35 دولار في الشهر، كانت هناك 4 نساء من أصل 5 خسرن وظائفهن حالما تزوجوا. في إحدى لقاءات اتحاد المعلمين في ترورو ذلك العام، دعا كودي إلى اتخاذ إجراء، وانتُخب أمين الصندوق. ضحى كودي بالكثير من وقته خلال السنوات الثلاث القادمة محاولاً جذب الدعم للاتحاد، وعمل على تأسيس وتحرير صحيفة «نشرة المعلمين نوفا سكوشا».
جاءت اللحظة الحاسمة في مسيرة كودي المهنية عندما شهد أمام بعثة كندية حكومية عام 1927. وبالاستناد إلى تجاربه الخاصة وتجارب قادة حركات أخرى كـ جيمي تومبكنز وهيو ماكفيرسون (رائد سابق في مجال التعاونية)، زعم أن الاقتصاد المحلي قابل لإعادة التجديد إذا تثقف الناس وتعلموا النوع الصحيح من العلوم: التفكير النقدي على وجه الخصوص، وأساليب التخطيط والإنتاج العلمية وتنظيم المشروعات التعاونية.

## إطلاق الحركة
كان تقرير بعثة مكلين عاملاً محفزاً: في أواخر عام 1928، أسست جامعة سانت فرانسيس كزافييه إدارة الإرشاد لإيصال تعليم الراشدين والكبار إلى سكان المقاطعة، وعُيّن كودي أول مدير لهذه الإدارة. طلبت إدارة الصيادين الكندية من كودي أن يساعد الحكومة في «تنظيم الصيادين».
خلال أعوام عمل حركة أنتيغونيش، جاء الدعم المادي من جامعة سانت فرانسيس كزافييه ومؤسسة كارنغي ومؤسسة روكفيلر (مؤسستان مقرهما نيويورك)، والجمعية الكاثوليكية الاسكوتلندية المحلية. حصل طاقم كودي على الموارد من تعاون الحركة مع إدارة الصيادين، ولاحقاً عن طريق الحركات التطوعية التي انتشرت بكثرة في القرى.

## الذروة في أنتيغونيش
مثّلت الفترة الممتدة من عام 1929 وحتى الحرب العالمية الأولى فترة الذروة بالنسبة لحركة أنتيغونيش.
رأى قادة الحركة أنهم مسؤولون عن تطوير وتنمية الإمكانيات الاقتصادية والاجتماعية والثقافية للناس في المنطقة. لكن ربما كان السبب الأهم الذي أعطى حركة أنتيغونيش أثراً ملحوظاً وطويل الأمد هو ترويجها للاتحاد الائتماني التعاوني، ما جلب بدوره التمويل متناهي الصغر للعائلات الفقيرة. كان للمزارعين والصيادين وعمال المناجم وصولٌ محدود للقروض قبل الكساد الكبير، بالرغم من أنهم أساس الحركة التعاونية وعمودها الفقري، فخسروا بالتالي جميع ما يملكون عندما اشتدت وطأة الكساد.
عندما أرادت حركة أنتيغونيش البحث عن حلفاء خارجيين بخصوص موضوع تنمية الاتحاد الائتماني، لم يطلبوا العون من الحركة في الكيبك، حيث أنشأ ألفونس ديجاردان أول حركة اتحاد ائتماني في أميريكا الشمالية قبل 3 عقود. بدلاً من ذلك، بحثت حركة أنتيغونيش عن حلفاء خارج كندا، أي الولايات المتحدة الأمريكية كـ روي بيرغينغرين والاتحاد الائتماني الوطني في أمريكا. صاغ بيرغينغرين قانوناً للاتحاد الائتماني في نوفا سكوشا، وصُدّقت الصياغة بفضل السلطة التشريعية الإقليمية عام 1932.
في عام 1936، ازدادت رحلات كودي واتسعت إلى ما وراء المقاطعات البحرية لتصل إلى أونتاريو وساسكاتشوان وكولومبيا البريطانية، ساعدت أفكاره وخطاباته هناك في إشعال حركات الاتحاد الائتماني.
لم تكن النتائج رسمية، لكن الكثير من مبادرات كودي كانت ناجحة. بحلول عام 1944، مثّل اتحاد صيادي المقاطعات البحرية 70 جمعية تعاونية للصيادين حول نوفا سكوشا ونيو برونسويك. في ذلك العام، باع الاتحاد ما يُعادل 1.4 مليون دولار من المنتجات، من ضمنها ما يُعادل 400 ألف دولار من جراد البحر الذي بيع في نيو إنجلاند.
بحلول عام 1945، أُنشئ أكثر من 400 اتحاد ائتماني في المقاطعات البحرية، وكان عدد الأعضاء 70 ألف، ووصل حجم أصول الاتحادات إلى 4.2 مليون دولار.

## الانتقادات
وصف كاتب السيرة الذاتية مايكل ويلتون في كتاب السيرة الذاتية بعنوان: (موزي الصغير من مارغري: السيرة الذاتية لموزس مايكل كودي، 2001) موزس بالرجل الفاسد، حيث كتب: «تعكس الأعوام الأخيرة من حياة كودي، على ما أعتقد، حالة من التغطرس الشديد. لا أحد يعلم تمام العلم كيف تمكن كودي من خداع نفسه، والاعتقاد بأنه مُكلف بمهمة إلهية تقتضي بتحرير شعوب الأرض». يقارن ويلتون بين العقلية المليارية لكودي مع معاصيره أمثال ستالين وهتلر. وكتب ويلتون أنه بالرغم من محاولة كودي إخفاء مشاعره وراء غشاء من الإيمان الظاهري والمخادع بالديموقراطية وعامة الناس، أصبح هذا الغشاء الذي يختفي كودي وراءه شديد الرقة في الأعوام الأخيرة من حياته، وحلّ شعور الخيانة والنزعة تجاه التلاعب محلّ إيمان كودي العميق بالآخرين».
انتقد كاتب سيرة ذاتية آخر، وهو جيم لوتز (العملاق المتواضع: موزس كودي، ثوري كندا الريفي، 2005) السيد كودي لأسباب معاكسة تماماً: وهي عدم رغبته -أو ربما عدم قدرته- في مواجهة الفساد السياسي والسعي وراء الريع في مقاطعته الأم. حيث كتب: «اصطدم إيمان كودي في قوة الأفكار لتغيير مشاعر وأفعال الرجال والنساء بالنظام السياسي ضيق الأفق والقائم على المحسوبية  في نوفا سكوشا خلال ثلاثينيات القرن الماضي».
وثّق لوتز أيضاً العلاقات الإشكالية بين كودي والحركة التعاونية الأكادية (كندا). فعلى سبيل المثال، ادعى القس أليكسندر بودرو -وهو زعيم إحدى التعاونيات في إقليم شيتيكامب في جزيرة كامب بريتون- أن كودي يعزل الأكاديين من المناصب الهامة والحساسة في حركة أنتيغونيش.